# Eritrese Bevrijdingsfront
Het Eritrese Bevrijdingsfront (Italiaans: Fronte di Liberazione Eritreo; ELF) was tussen 1960 en 1980 de belangrijkste Eritrese guerrillabeweging die om een onafhankelijke staat met het Ethiopische leger in een gewapende strijd verwikkeld was. Tegenwoordig is het ELF een vanuit Khartoem, Soedan, opererende politieke organisatie die gekant is tegen het huidige bewind in Eritrea.
De van oorsprong marxistisch-leninistische organisatie werd in juli 1960 opgericht door Eritrese studenten in Caïro, Egypte met als doel middels een guerrillastrijd een van Ethiopië onafhankelijke staat Eritrea te bewerkstelligen. In 1961 werd een gewapende tak, het Eritrese Bevrijdingsleger (ELA), opgericht. De guerrillaoorlog tegen het Ethiopische leger barstte in 1961 los en zou pas eindigen in 1991 toen het Ethiopische leger werd verslagen. Interne conflicten leidden tot een aantal afsplitsingen. In 1970 scheidde zich een groep af die zich het Eritrese Volksbevrijdingsfront (EPLF) noemde. Hoewel het ELF en het EPLF aanvankelijk samenwerkten (tussen 1972 en 1974 bestreed men elkaar echter), kwam het in 1980 tot een definitieve breuk. Na 1980 nam de invloed van het concurrerende EPLF verder toe en het kwam tot een gewelddadige strijd tussen de twee bevrijdingsbewegingen. Communistische landen stopten hun steun aan het ELF en begonnen in plaats daarvan het EPLF te steunen. In die periode nam het ELF meer afstand van het marxisme en ging een conservatievere koers varen. In de laatste fase van de onafhankelijkheidsoorlog werd weer samengewerkt met het EPLF. In 1994, een jaar na het verkrijgen van de Eritrese onafhankelijkheid, fuseerde een deel van het ELF met het EPLF tot het Volksfront voor democratie en rechtvaardigheid (PFDJ), thans de enige toegestane partij in Eritrea. De meerderheid ging niet mee met de fusie en geldt tegenwoordig als een belangrijke oppositiebeweging tegen de autoritaire regering van Eritrea. Samen met andere partijen maakt het deel uit van de Eritrese Nationale Alliantie, een verbond van oppositiegroepen dat opereert vanuit Khartoem, Soedan.
Hussein Kelifah is de huidige leider van het ELF. De huidige president van Eritrea, Isaias Afwerki, en andere leden van de regering van Eritrea, waren van oorsprong (tot ca. 1970) lid van het ELF voordat zij besloten tot de vorming van het EPLF.
Aanvankelijk was het ELF marxistisch van inslag en had het de invloed ondergaan van het Arabisch nationalisme. Volgens Thomas P. Ofcansky en L. Berry in Ethiopia: A Country Study (1991) bestond het ELF voornamelijk uit moslims, terwijl het EPLF dat in 1970 werd opgericht aanvankelijk uit koptische christenen bestond. Maar in het ELF waren ook christenen actief en een deel van de leiding van het EPLF bestond uit moslims.

## Verwijzingen
1. ↑  In dit artikel wordt de ook in het Nederlands taalgebied gangbare Engelse afkorting gebruikt, ELF. De naam van het bevrijdingsfront luidt in het Engels: Eritrean Liberation Front
2. ↑  globalsecurity.org. Gearchiveerd op 29 september 2022.
3. ↑  countrystudies.us/ethiopia/the_eritrean_movement. Gearchiveerd op 25 maart 2023.
4. ↑  R. Lobban: Eritrean Liberation Front (1972), p. 9. Gearchiveerd op 29 december 2021.
5. ↑  Ook de opvolger van het EPLF, de Eritrese regeringspartij PFDJ, is multireligieus.